# ロック・ホーム
ロック・ホームは、手塚治虫の漫画に登場する架空の人物である。作品によっては間久部緑郎（まくべ ろくろう）という名で登場することもある。

## 概要
外見はユニセックスな顔立ちの美少年で、数多くの手塚作品に登場するキャラクター。その風貌から心優しい少年的な役柄もあったが、次第に子供ながらも屈折した感情を持ち合わせた人物として描かれるようになった。作中では子供らしからぬニヒルな言動が多く、相手を罠にかけたり、裏切られて殺されたり、虐待を受けて性格が変わってしまったりするなど、単純なヒーロー像とは一線を画するアンチヒーロー的な存在として二枚目から悪役まで複雑で幅広い活躍を見せる。特にケン一がどの作品でも常に純粋無垢で正義感が強く「善」の象徴として描かれたことに対し、ロックは物語の中で多くの悲劇や挫折を味わい、性格が変わり自閉的になる、種族間の架け橋になろうとして射殺される、裏切りにあって死亡するなどアンハッピーな結末が多い。黒の太いフレーム・黒レンズのサングラスを掛けていることが多い。
初期は小学生から中学生ほどの年齢体格として描かれていたが、後に成長した青年として描かれるケースが多くなり、スターシステムによる名脇役の1人として多数の作品に登場した。
当初はあまり人気がなかったが、事実上の主演となる『バンパイヤ』で強烈なカリスマ性を持った悪の貴公子「間久部緑郎」として登場して大ブレイク。若い娘がファンレターを山のように送ってくるほどの人気になった。

## 登場作品

### ロック・ホームとして
名前の由来は、シャーロック・ホームズ。
- 『少年探偵ロック・ホーム』（1949年） ‐ ロック・ホームのデビュー作。
- 『来るべき世界』（1951年）
- 『化石島』（1951年）
- 『ロック冒険記』（1952年-1954年）
- 『鉄腕アトム』（1952年-1970年）
- 『ふしぎな少年』（1961年-1962年）
- 『火の鳥 未来編』（1967年-1968年）主人公格である山之辺マサトの上司役として登場。
- 『アラバスター』（1970年-1971年）

### 間久部緑郎として
名前の由来は、マクベス (シェイクスピア)。
- 『バンパイヤ』（1966年-1967年、1968年-1969年） ‐ 主人公のひとりとして登場。
- 『ブラック・ジャック』（1973年-1983年） ‐ 主人公の幼なじみとして登場。
  - 『ヤング ブラック・ジャック』（2015年） ‐ 上記と同じ人物の設定。
- 『ブッキラによろしく!』（1985年）
- 『手塚学園』（2014年）
- 『＃こんなブラック・ジャックはいやだ』（2017年-2020年）　- 全ての間久部が同一人物設定、ロックの記憶もある。
- 『小説　火の鳥　大地篇』（原作：手塚治虫、作：桜庭一樹、2019年-）- 主人公のひとりとして登場。

### その他
- 『孔雀石』（1955年）
- バッサニオ - 『ベニスの商人』（1959年）
- 星野マモル - 『キャプテンKen』（1960年-1961年）
- ガノモス - 『ブルンガ1世』（1968年-1969年）
- ビンビサーラ - 『ブッダ』（1972年-1983年）
- トーマス・ウォータマン - 『原人イシの物語』（1975年）
- マイウェイ・ジュニア - 『七色いんこ』（1981年-1983年）
- フランツ・チャーミング - 『リボンの騎士』（1953年-1967年）
- ロック、大江戸ダイゴ、他 ‐ 『ブラック・ジャック』（1973年-1983年）
- ロック - 『海底超特急マリンエクスプレス』（1979年）
- ロック - 『火の鳥2772 愛のコスモゾーン』（1980年）
- ロック - 『鉄腕アトム』（1980年）
- ロック - 『メトロポリス』（2001年）
- ロックベルト・トランシルバート - 『ウォビット』（1976年）

### カメオ出演
- 『ガムガムパンチ』（1967年-1969年）
- 『ドン・ドラキュラ』（1979年）
- 『火の鳥 異形編』（1981年）
- 『手塚学園』（2014年） ‐ 各作品のロック全員が別人として存在する設定。

## 演じた俳優・声優
- 喜多道枝（声） - 『リボンの騎士』テレビアニメシリーズ（1967年）〈フランツ・チャーミング〉
- 井上真樹夫（声） - 『リボンの騎士』テレビアニメシリーズ（1967年）〈フランツ・チャーミング〉（代役）
- 佐藤博 - 『バンパイヤ』テレビシリーズ（1968年）〈間久部緑郎〉
- 梶健司 - 『バンパイヤ』テレビシリーズ（1968年）〈間久部緑郎〉整形後
- 風間杜夫（声） - 『火の鳥 未来編』ラジオドラマシリーズ（1977年）
- 武岡淳一（声） - 『海底超特急マリンエクスプレス』テレビアニメ単発（1979年）〈ロック〉
- 池田秀一（声） - 『火の鳥2772 愛のコスモゾーン』アニメ映画（1980年）〈ロック〉
- 水島裕（声） - 『鉄腕アトム』テレビアニメシリーズ（1980年）〈ロック〉
- 塩沢兼人（声） - 『フウムーン』テレビアニメ単発（1980年）〈ロック〉
- 隆大介 - 『ミュージカル 火の鳥』舞台（1989年）
- 古谷徹（声） - 『ブラック・ジャック (OVA)』カルテV：サンメリーダの鴞 (1995年）〈レスリー・ハリス〉、『ブラック・ジャック』テレビアニメシリーズ（2004年）〈大江戸ダイゴ〉
- 岡田浩暉（声） - 『メトロポリス』アニメ映画（2001年）〈ロック〉
- 私市淳（声） - 『ブラック・ジャック』ネット配信アニメ（2003年）〈アクド〉
- 野島健児（声） - 『ブラック・ジャック』ネット配信アニメ（2003年）〈デビイ〉整形後
- 神奈延年（声） - 『ブラック・ジャック』ネット配信アニメ（2003年）〈間久部緑郎〉
- 江森浩子（声） - 『ブラック・ジャック』ネット配信アニメ（2003年）〈間久部緑郎〉幼少期
- 藤井フミヤ（声） - 『アストロボーイ・鉄腕アトム』テレビアニメシリーズ（2003年）〈ロック〉
- 桐本琢也（声） - 『火の鳥　未来編』テレビアニメシリーズ（2004年）〈ロック〉
- 森久保祥太郎（声） - 『ブラック・ジャック 命をめぐる4つの奇跡』テレビアニメ単発（2004年）〈アクド〉
- 保志総一朗（声） - 『ブラック・ジャック 命をめぐる4つの奇跡』テレビアニメ単発（2004年）〈デビイ〉整形後
- 石垣佑磨（声） - 『ブラック・ジャック ふたりの黒い医者』アニメ映画（2005年）〈ロック〉
- ゆかな（声） - 『ブラック・ジャック ふたりの黒い医者』アニメ映画（2005年）〈ロック〉女装時
- 緑川光（声） - 『ブラック・ジャック』テレビアニメ単発（2006年）〈間久部緑郎〉[2]

## エピソード
『ブラック・ジャック』のエピソードの一つである「刻印」は、初出の「指」（未収録）を大幅に改稿したものである。ブラック・ジャックと再会した間久部が少年時代の思い出を語るシーンがあるが、間久部は生まれつき指が6本あったことが緑郎という名前の由来とされていた。また、「指」では間久部が自らの意思でブラック・ジャックに罠を仕掛けたという部分も変更されている。